# Masnières
Masnières ist eine französische Gemeinde mit 2.731 Einwohnern (Stand 1. Januar 2022) im Département Nord in der Region Hauts-de-France. Sie gehört zum Arrondissement Cambrai und zum Kanton Le Cateau-Cambrésis. Die Einwohner werden Masnièrois genannt.

## Geografie
Die Gemeinde Masnières liegt an der Schelde und am parallel verlaufenden Schifffahrtskanal Canal de Saint-Quentin, etwa sieben Kilometer südlich des Stadtzentrums von Cambrai. Umgeben wird Masnières von den Nachbargemeinden Rumilly-en-Cambrésis im Norden, Crèvecœur-sur-l’Escaut im Osten, Les Rues-des-Vignes im Südosten und Süden, Villers-Plouich im Südwesten sowie Marcoing im Westen.
Durch die Gemeinde führen die Autoroute A26 (die Anschlussstelle Masnières liegt in der Gemeinde Banteux) und die frühere Route nationale 44 (heutige D644).

## Geschichte
Im November 1917 wurde der Ort bei der Schlacht um Cambrai fast vollständig zerstört.

### Bevölkerungsentwicklung
| Jahr      | 1962 | 1968 | 1975 | 1982 | 1990 | 1999 | 2006 | 2012 | 2020 |
| Einwohner | 2399 | 2351 | 2446 | 2655 | 2708 | 2525 | 2581 | 2650 | 2757 |

## Sehenswürdigkeiten
- Neogotische Kirche Saint-Martin, 1860 erbaut, Glockenturm aus dem 16. Jahrhundert, im Ersten Weltkrieg zerstört und 1920 wieder aufgebaut (siehe auch: Liste der Monuments historiques in Masnières)
- Mahnmal Le Caribou zur Erinnerung an die Schlacht von Cambrai und dem Einsatz kanadischer Soldaten
- Hostetter-Schule
- Britischer Militärfriedhof

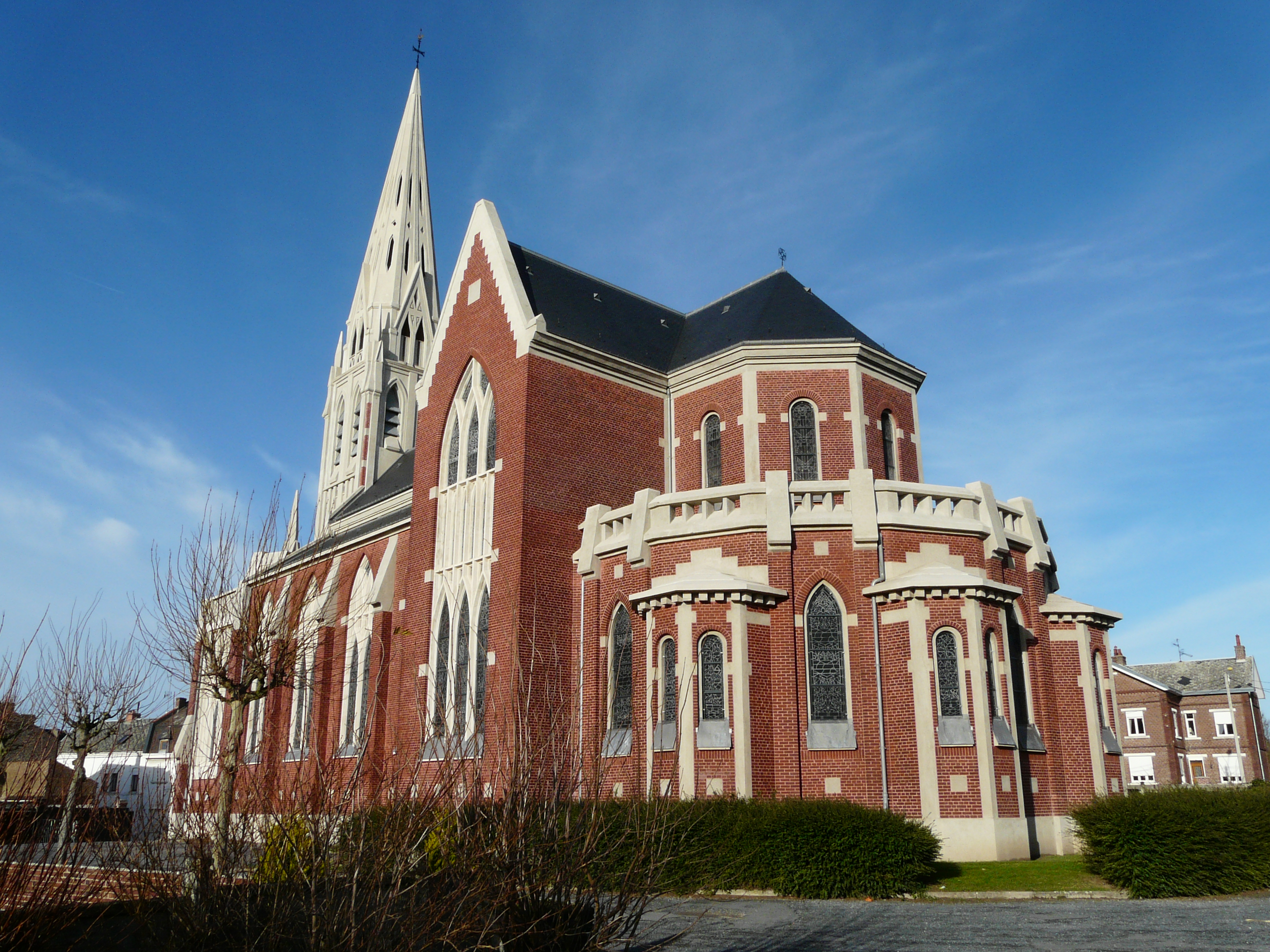
Kirche Saint-Martin
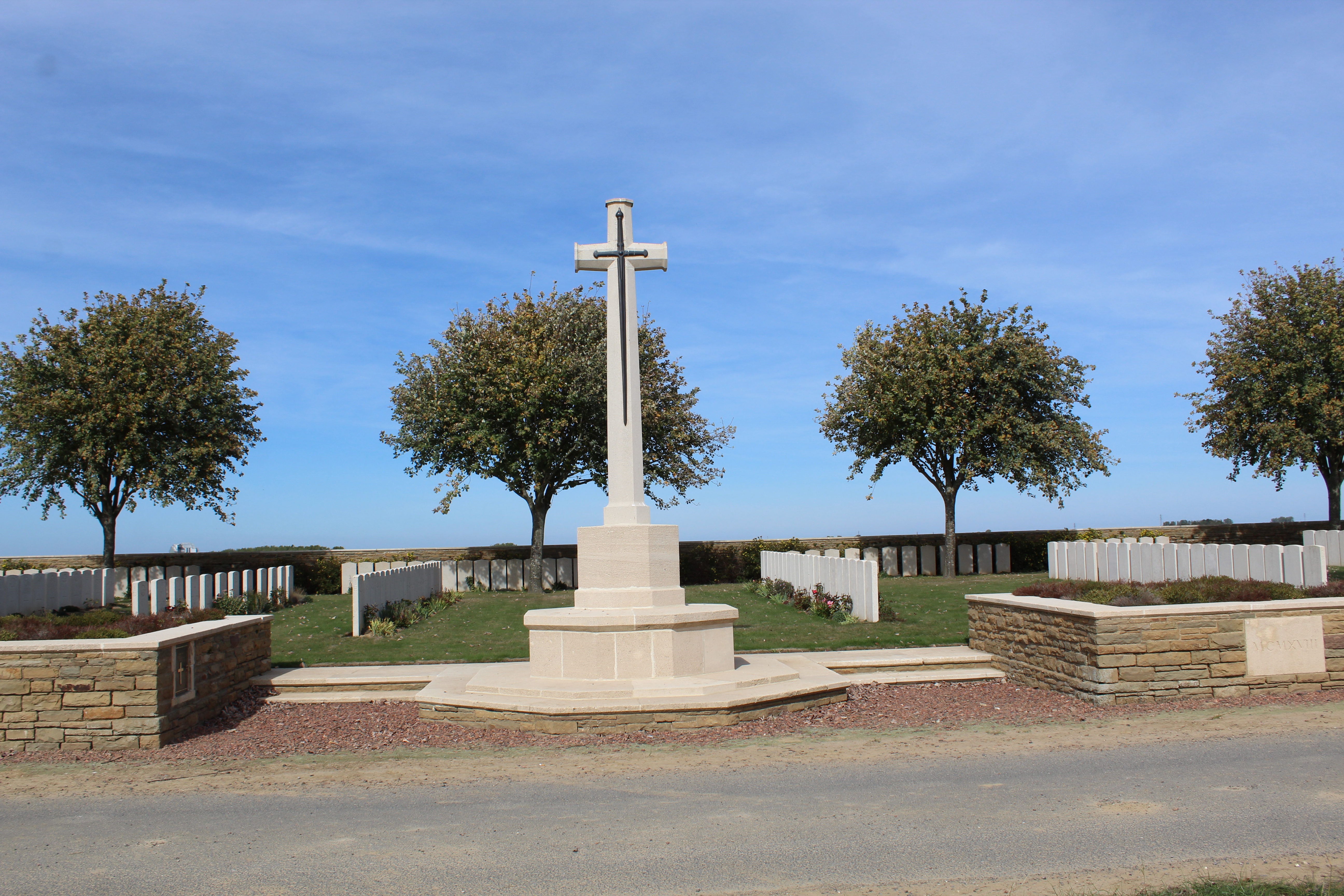
Britischer Soldatenfriedhof
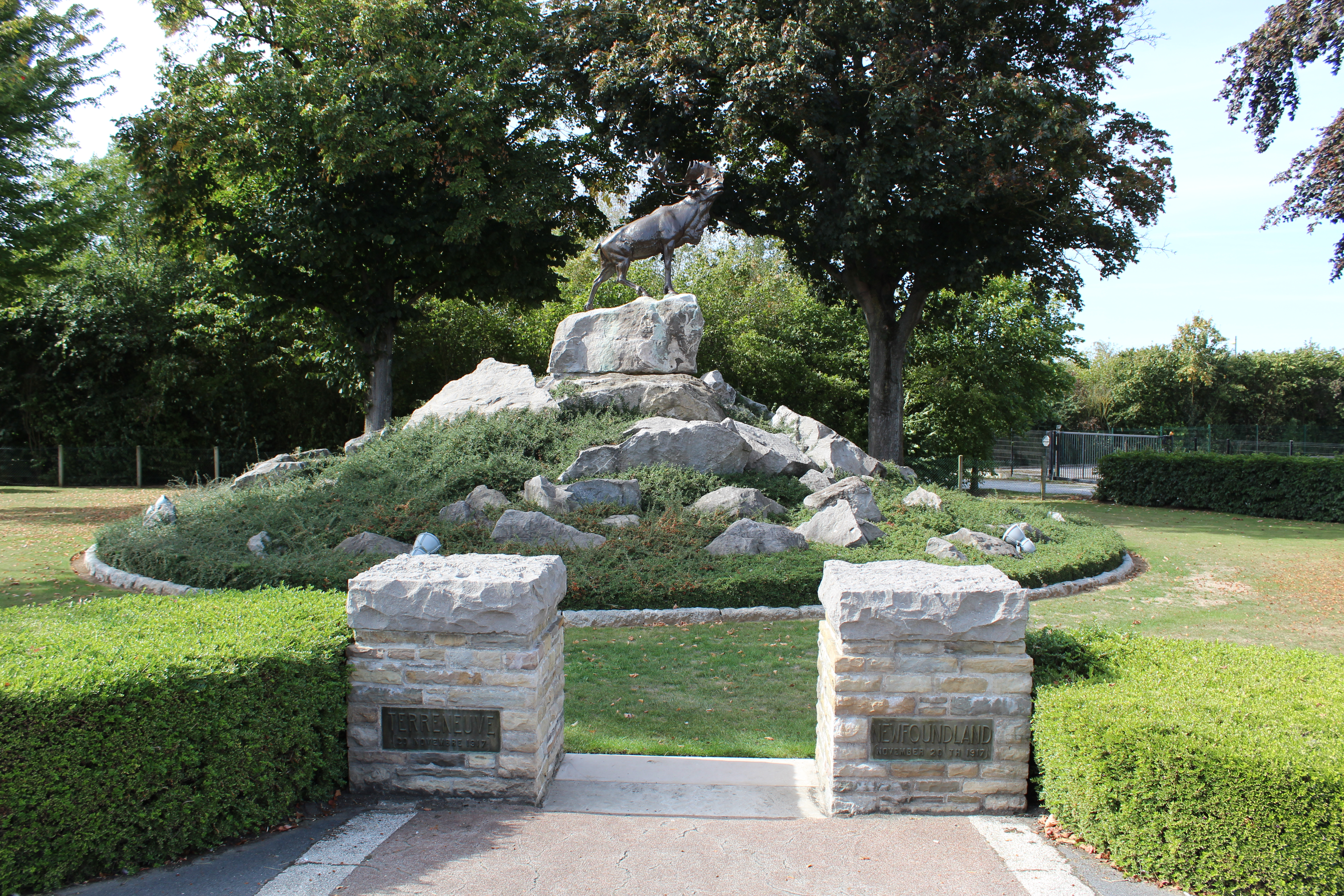
Mahnmal Le Caribou
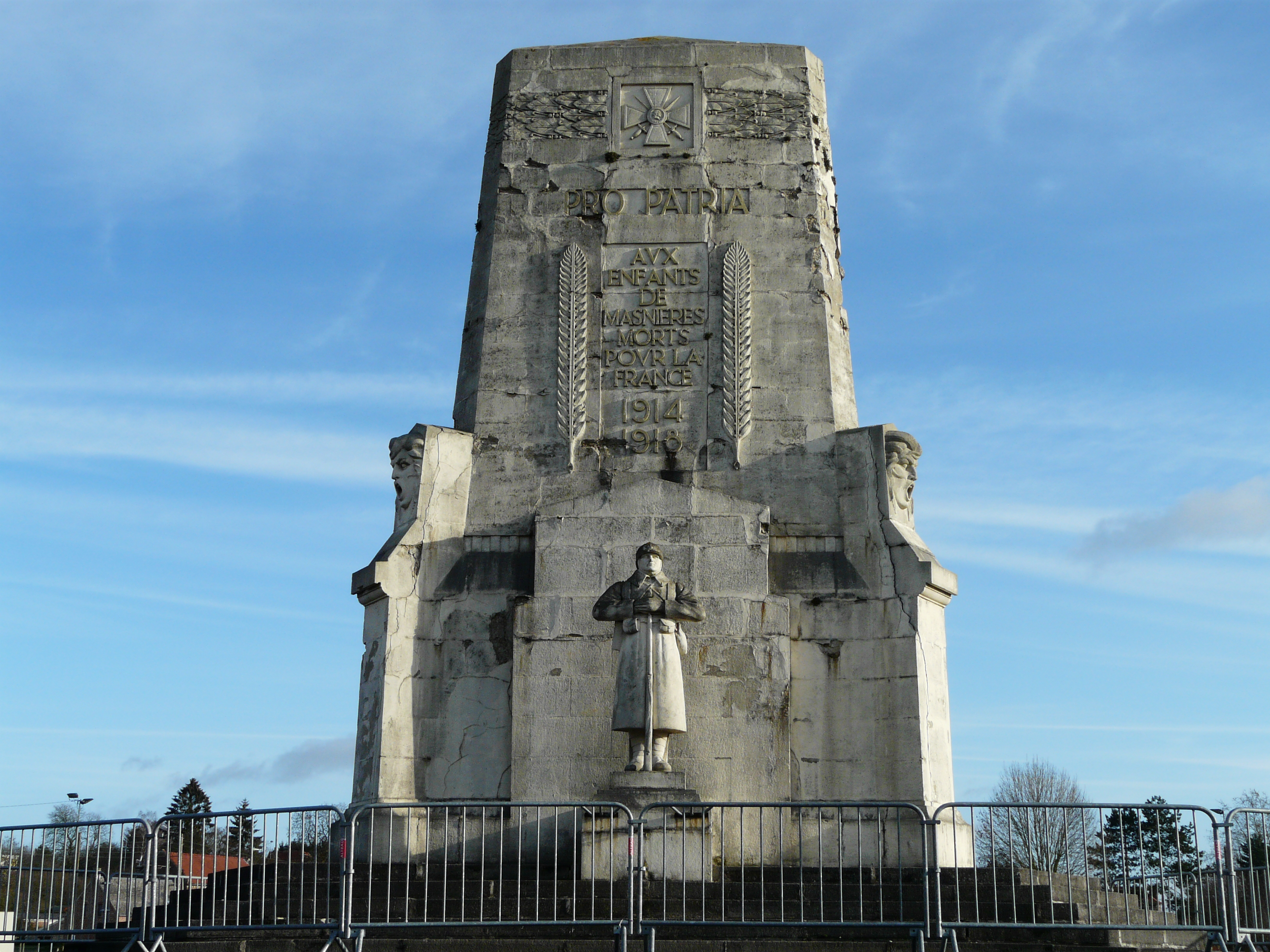
Gefallenendenkmal